# Big Bear
Big Bear, também conhecido como Mistahi-maskwa (língua cri: ᒥᐢᑕᐦᐃᒪᐢᑿ; Jackfish Lake, Saskatchewan, Canadá; 1825 – Cut Knife, Saskatchewan, Canadá; 17 de janeiro de 1888), foi um poderoso e popular chefe do grupo étnico Cris que desempenhou muitos papéis fundamentais na história canadense. Ele foi nomeado chefe de sua tribo aos quarenta anos após a morte de seu pai, Black Powder, sob o governo harmonioso e inclusivo de seu pai, que impactou diretamente sua própria liderança. Big Bear é mais notável por seu envolvimento no Tratado 6 e na Rebelião de Saskatchewan de 1885; ele foi um dos poucos líderes que se opôs à assinatura do tratado com o governo canadense. Ele sentiu que a assinatura do tratado teria efeitos devastadores em sua nação, bem como em outras nações indígenas. Isso incluiu perder o estilo de vida nômade livre ao qual sua nação e outras estavam acostumadas. Big Bear também participou de uma das últimas grandes batalhas entre as nações Cris e Blackfoot. Foi um dos líderes a liderar seu povo contra a última e maior batalha nas planícies canadenses.

## Primeiros anos
Big Bear (língua cri: Mistahi-maskwa, ᒥᐢᑕᐦᐃᒪᐢᑿ) nasceu em 1825 em Jackfish Lake, perto do futuro local de Battleford. Seu pai, Muckitoo (também conhecido como Black Powder), era um chefe menor de uma tribo de 80 Plains Cree-Saulteaux que eram considerados "verdadeiros caçadores nômades". Pouco se sabe sobre a mãe de Big Bear. Quando Big Bear tinha idade suficiente para andar sozinho, ele passava o tempo vagando pelo acampamento socializando com muitas pessoas, desde mulheres até membros do conselho. Na primavera de 1837, a varíola atingiu a comunidade de Big Bear e causou a rápida partida dos Cris das planícies. Big Bear foi infectado com o vírus, mas ao contrário de muitos na comunidade, após dois meses de sofrimento, ele o superou, embora tenha deixado seu rosto parcialmente desfigurado. Após sua recuperação da varíola, Big Bear começou a passar muito tempo com seu pai, incluindo uma viagem dos dois para Bull's Forehead Hill, onde passaram muito tempo refletindo e oferecendo a seus deuses e espíritos.
Após reflexão, Big Bear foi visitado por muitos espíritos, mas Bear tomou grande destaque em sua mente. Como resultado de sua visão Bear Spirit, que é o espírito mais poderoso considerado pelos Cris, ele recebeu seu pacote de poder, música e seu nome. O pacote de poder, que nunca era aberto a menos que fosse usado na guerra ou na dança, continha um colar de pele em forma de pata de urso. Diz-se que quando o peso do colar repousava sobre sua alma, permitia que ele ficasse em uma posição de poder perfeita, onde nada poderia machucá-lo. Este colar foi a fonte de seu apelido "Maskwa", significando urso; e "Mistahi", significando algo cheio ou grande.
É relatado que ao longo da vida de Big Bear ele teve várias esposas, produzindo pelo menos quatro filhos homens que levariam seu nome, incluindo seu filho Âyimisîs (Little Bad Man/Little Bear), que ajudou a fundar a reserva Montana First Nation em Alberta, e a Reserva Rocky Boy em Montana. Há pouca documentação para apoiar os nomes da maioria de seus filhos.

## Liderança do grupo étnico Cris
Antes de se tornar um grande líder, Big Bear se tornou um grande guerreiro, levando guerreiros sob o comando de seu pai em missões que ele descreveu como "assombrar o Blackfoot". Após a morte de seu pai Black Powder no inverno de 1864, sua tribo com mais de 100 membros precisava de um chefe. Big Bear tinha 40 anos e era a escolha óbvia. Ele seria o próximo chefe.
Big Bear foi descrito como "um espírito independente" que não gostava de receber instruções de estranhos." Ele foi escolhido e seguido pelo grupo étnico Cris por causa de sua maneira tradicional e sabedoria.
Atividades tradicionais, como caça e guerra, mantiveram Big Bear e sua tribo ocupadas até que a década de 1870 trouxe a polícia, tratados e o fim do búfalo.
No auge de sua influência, no inverno de 1878 a 1879, o búfalo que os povos das planícies caçavam para se alimentar não veio para o norte.

## Contexto histórico
O Povo Indígena das Planícies Ocidentais passou por uma mudança cultural, ambiental e estrutural a partir de meados da década de 1870 e continuou até o final de 1800. O Canadá tentava cultivar a terra que a população indígena ocupava para colonos europeus. Os tratados foram o método escolhido pelo governo para obter direitos ao solo; todos os grupos indígenas tiveram a oportunidade, segundo o governo, de assinar e receber os benefícios dos termos do tratado. No entanto, os indígenas que não quiseram assinar foram forçados a assinar por causa das mudanças ambientais e culturais entre 1870 e 1885. O fator contribuinte mais significativo para isso foi o desaparecimento do bisão, que criou uma fome em toda a região; além disso, houve o surgimento e disseminação da epidemia de tuberculose, que teve efeito devastador sobre a população indígena. O desaparecimento do bisão foi explicado até certo ponto pela caça excessiva de colonos brancos para abastecer o comércio de peles que acabou levando à fome. Houve algumas tentativas do governo canadense de conservar o bisão, mas as medidas não foram promulgadas a tempo de impedir o drástico esgotamento do suprimento de comida do bisão.
No início da década de 1880, a tuberculose tornou-se a principal causa de morte dos indígenas na reserva, pois os colonos europeus trouxeram a doença e a espalharam por meio da tosse e do compartilhamento de cachimbos durante as cerimônias de fumar tabaco. O desaparecimento do bisão foi devastador para a população indígena porque a caça permitia que fossem autossuficientes e livres do domínio governamental; uma vez que o bisão desapareceu, sua necessidade de assistência era imperativa. O governo canadense era a única opção de sobrevivência, mas isso significava assinar os tratados numerados que mudariam sua cultura indefinidamente. Durante esse tempo, Big Bear tentou reter sua assinatura do tratado para que seu povo pudesse obter melhores condições, mas em meados da década de 1880 a desnutrição era grave e as escassas rações fornecidas pelo governo do domínio não forneciam comida suficiente. Big Bear foi finalmente forçado a assinar o tratado em 8 de dezembro de 1882 para salvar seu povo da fome e das doenças porque o governo do domínio não ajudaria a menos que eles assinassem. Esses fatores contribuíram para muitas mortes de lideranças indígenas deixando tribos sem sua história, ensinada pelos mais velhos, e sem homens para liderar suas tribos mudando sua vida a partir daí.

## Conflito com outros povos indígenas

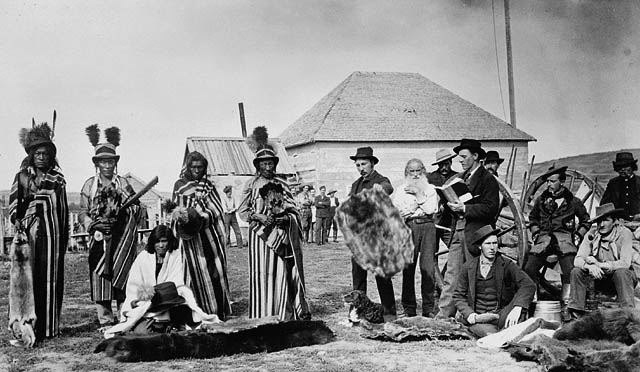
Big Bear negociando em Fort Pitt em 1884 (da esquerda para a direita): Four Sky Thunder, Sky Bird, Matoose, Napasis, Big Bear, Angus McKay, Otto Dufresne, Louis Goulet, Stanley Simpson, Sr. Rowley, Alex McDonald, Capitão RB Sletch, Sr. Edmund e Henry Dufrain.

Para ser um homem indígena Scrub Plains Cris, era uma expectativa ser um caçador e guerreiro talentoso, Big Bear não foi exceção à regra. Big Bear era conhecido por ser um forte guerreiro e muitas vezes, quando adulto, era chamado para defender a comunidade. Um homem Cris, para aumentar sua posição na comunidade, participava de incursões e/ou ataques de tribos inimigas, o que significava roubo de cavalos, terras e alimentos de seus inimigos. A principal responsabilidade de Big Bear era ser um caçador e sustentar sua família, mas ele estava envolvido em ataques contra os inimigos do Cris.
A Batalha do Rio Belly foi uma das maiores batalhas em que os povos Cris estiveram envolvidos. Ocorrendo em outubro de 1870, Big Bear e sua tribo se envolveram em um ataque entre os Plains Cris e seus inimigos, a tribo Blackfoot, em Belly River, que fica perto da atual Lethbridge, Alberta. Conhecida por ser a maior batalha indígena travada nas planícies canadenses, a tribo Blackfoot perdeu apenas 40 guerreiros, enquanto que os povos Cris perdeu entre 200 e 300. Esta foi a última batalha travada entre as Primeiras Nações. As décadas que se seguiram a esta batalha trouxeram um aumento do assentamento de brancos, bem como a presença da polícia e do governo e o desaparecimento do búfalo.

## Tratado 6
No início da década de 1870, Big Bear e sua tribo atingiram o ponto alto de desenvolvimento de sua tribo. Começou a ficar cada vez mais evidente que essas condições não permaneceriam para sempre. A doença começou a devastar seu povo e o número decrescente de búfalos ameaçou sua fonte de alimento e economia. Isso era bastante preocupante para Big Bear, tanto como pai quanto como chefe, e ele sabia que algo precisava ser feito. Em 14 de agosto de 1874, a Companhia da Baía de Hudson visitou Big Bear e seus companheiros Cris. Isso foi visto como peculiar para Big Bear e seu povo, já que a companhia teria que viajar sete dias do posto comercial mais próximo para visitar seu acampamento. A companhia chegou com quatro carroças cheias de suprimentos. O fator William McKay (um velho amigo de Big Bear) veio junto para a viagem e avisou Big Bear sobre o estabelecimento da Polícia Montada do Noroeste na área. McKay disse a Big Bear que a Polícia Montada do Noroeste deveria preservar o oeste como canadense e como eles não deveriam interferir, mas proteger os interesses aborígenes. No final da visita, McKay e o HBC distribuíram presentes para as 65 tendas do povo de Big Bear; no entanto, alguns relutaram, eles viram os presentes e a Polícia Montada do Noroeste como um meio de apaziguamento e incentivo para iniciar o processo de tratado com o Canadá.
Big Bear iniciou negociações com o governo canadense na década de 1870 para elaborar um tratado. Big Bear nunca foi aberto à ideia de uma vida de reserva, pois temia sua perda de liberdade e identidade como caçador. Mas ele sabia que a melhor maneira para ele e sua tribo evitarem a fome era assinar um tratado com o governo canadense. Em 1876, todos os principais chefes Plains Cris haviam assinado o Tratado 6, exceto Big Bear. Big Bear adiou a assinatura porque acreditava que o governo canadense violaria o tratado. Big Bear disse "não queremos nenhum dos presentes da Rainha: quando armamos uma armadilha para raposas, espalhamos pedaços de carne por toda parte, mas quando a raposa entra na armadilha, batemos na cabeça dela. Não queremos iscas. Que seus chefes venham como homens e falem conosco." :70Big Bear acreditava que o governo canadense estava dizendo a ele e a seus colegas chefes o que eles queriam ouvir. Isso levou Big Bear a resistir à assinatura e buscar melhores termos para o Tratado 6.
Big Bear fez várias tentativas de alertar os outros contra a assinatura do Tratado 6. A certa altura, Big Bear cavalgou até cada pousada da área, pedindo às pessoas que não assinassem o tratado e não desistissem da terra, porque era muito rica em recursos naturais. Big Bear também resistiu publicamente em Fort Carleton e Pitt, onde o tratado estava sendo assinado. Big Bear entendeu a importância de tirar o melhor proveito deste tratado, pois isso teria implicações nas gerações vindouras. Big Bear também questionou a visão de mundo eurocêntrica e a nova ordem sendo trazida com esses tratados.
Outros tentaram desacreditar Big Bear em sua tentativa de mudar o Tratado 6. John McDougall tentou várias vezes descontá-lo. Ele alegou que Big Bear era um forasteiro, que não era da área e não merecia a estima que carregava entre as pessoas desta área. :75–6 Isso não era verdade, pois ele era um Cris, mas também seu pai era Saulteaux (o outro grupo aborígine presente na assinatura do Tratado 6). Ele não era um estranho, mas sim o líder de um grupo de pessoas que tinham elementos de ambas as culturas. :76 Big Bear resistiu a assinar, mas assinou o Tratado 6 em 1882. Ele fez isso porque acreditava que não tinha outra escolha. Big Bear acreditava ter sido traído pelos outros chefes ao assinarem o tratado após todos os seus avisos.

## A Rebelião de Saskatchewan

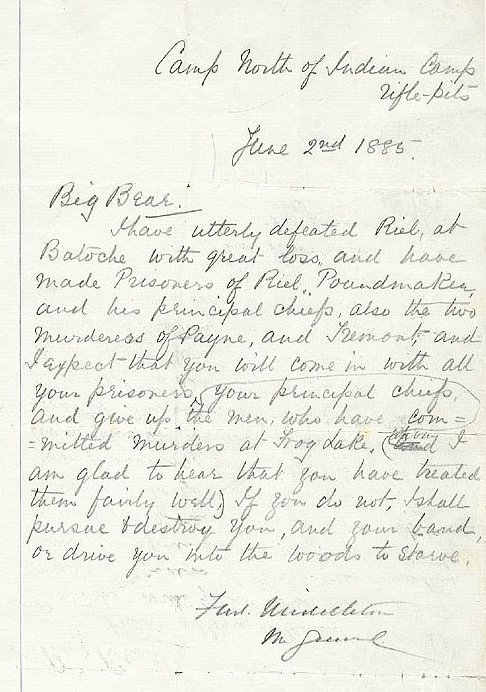
Uma carta do general canadense Frederick Middleton para Big Bear, pedindo para se render

A Rebelião de Saskatchewan foi uma revolta de cinco meses em 1885 contra o governo canadense que foi travada principalmente pelos Métis e seus aliados das Primeiras Nações devido ao crescente medo, insegurança e colonos brancos do oeste em rápida mudança. O resultado dessa batalha foi visto na aplicação da lei canadense, na subjugação dos povos indígenas das planícies e na condenação de Louis Riel.
O envolvimento de Big Bear na Rebelião do Noroeste foi visto em sua defesa de um acordo melhor com o governo canadense nos termos do Tratado 6. No final da década de 1870, as nações indígenas das planícies enfrentavam a fome devido ao desaparecimento dos rebanhos de bisões. Em 1880, Big Bear e Crowfoot fundaram uma confederação para resolver as queixas de seu povo. Em 1885, o governo canadense cortou as rações para forçar Big Bear a se estabelecer, pois ele ainda resistia em transferir seu povo para uma reserva.
Liderados pelo filho de Big Bear, Little Bad Man e chefe Wandering Spirit, seu grupo acampado ao longo de Frog Lake acreditava que eles poderiam resolver o problema com suas próprias mãos depois de receber a notícia de que os Métis derrotaram a Polícia Montada do Noroeste em Duck Lake no dia 26 de março de 1885. Em 1.º de abril de 1885, vários colonos Métis e não Métis foram feitos prisioneiros; no dia seguinte, Wandering Spirit matou o agente federal Thomas Trueman Quinn, que negou rações de comida a seu povo. Embora Big Bear tentasse impedir a violência, os guerreiros mataram mais nove homens. Isso ficou conhecido como o Massacre do Lago Frog. Assim que a notícia do incidente se espalhou, o governo canadense decidiu responsabilizar Big Bear como um participante ativo na rebelião, embora a essa altura ele não tivesse controle sobre sua tribo.

## Período pós Tratado 6 e o julgamento de Big Bear

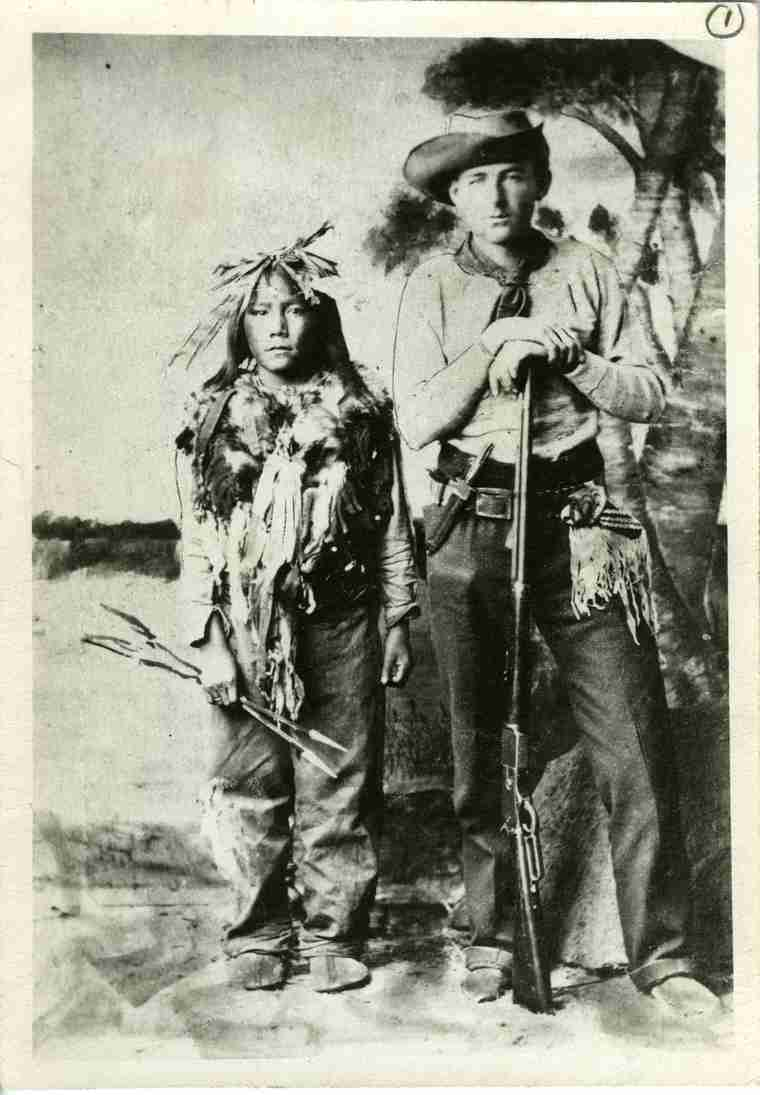
Sobrevivente do Massacre de Frog Lake, William Bleasdell Cameron com Horse Child, o filho de 12 anos de Big Bear. Eles foram fotografados juntos em Regina em 1885 durante o julgamento de Big Bear. Cameron testemunhou em defesa de Big Bear

Big Bear resistiu à assinatura do Tratado 6 por quatro anos. Com os suprimentos de comida acabando e seu povo morrendo de fome, ele foi forçado a assinar o Tratado. Depois de assinar o Tratado, Big Bear e seu povo não conseguiram decidir onde seria sua reserva. Embora não quisessem viver em uma reserva, para receber as rações de comida do governo era preciso escolher um local. No primeiro inverno após a assinatura do tratado, Big Bear e seu povo não receberam rações, pois não haviam decidido em que reserva viver. Foi no ano de 1884 que Big Bear conheceu o escriturário da Companhia da Baía de Hudson, Henry Ross Halpin, em Frog Lake, e os dois logo se tornaram amigos. Em 1885, Big Bear escolheu uma reserva para viver. Depois que Big Bear não conseguiu escolher uma reserva rapidamente, ele começou a perder influência sobre seu povo. Wandering Spirit, chefe de guerra, cresceu em autoridade entre o povo Cris. Quando os Métis iniciaram a Rebelião de Saskatchewan de 1885 sob Louis Riel e Gabriel Dumont, Big Bear e seus apoiadores desempenharam um papel mínimo na revolta geral, o filho de Big Bear, Little Bear, juntou-se ao chefe Wandering Spirit para ir ao Frog Lake e matar alguns dos moradores brancos. Big Bear se rendeu à Polícia Montada em 2 de julho de 1885 em Fort Carlton.
Big Bear tentou resolver os problemas entre seu povo e o governo canadense pacificamente. Muitas pessoas sentiram que Big Bear seria considerado 'inocente', pois ele tentou impedir o Massacre em Frog Lake e tentou proteger aqueles que foram feitos prisioneiros. Henry Ross Halpin testemunhou em seu julgamento dizendo que ele era tão prisioneiro quanto ele próprio havia sido. Na época do julgamento, Big Bear tinha 60 anos. O julgamento foi confuso para Big Bear, pois o julgamento foi em inglês e teve que ser traduzido para Cree. Hugh Dempsey declarou em seu livro que Stanley Simpson, um homem que foi feito prisioneiro em Fort Pitt, foi o único homem a comparecer à acusação. Muitas das evidências eram a favor da inocência de Big Bear. A evidência era clara de que Big Bear não havia participado dos assassinatos em Frog Lake ou do saque e tomada de prisioneiros em Fort Pitt. No entanto, Big Bear foi considerado culpado de crime de traição pelo juiz Hugh Richardson. Ele foi condenado a três anos na Penitenciária Stony Mountain em Manitoba e se converteu ao cristianismo durante a prisão.

## Morte
Enquanto estava preso, Big Bear adoeceu e acabou sendo libertado em fevereiro de 1887, após cumprir aproximadamente metade de sua pena de prisão. Ele residia na reserva Little Pine até que suas condições de saúde debilitadas resultaram em sua morte em 17 de janeiro de 1888, aos 62 anos de idade.

## Legado
Muito depois de sua morte, o legado de Big Bear continua proeminente até hoje. Para muitos, ele é lembrado como um poderoso chefe Cris que defendeu os direitos dos aborígenes e lutou contra as injustiças socioeconômicas que o governo canadense trouxe sobre seu povo. Ele foi escolhido e seguido pelo Cris por causa de sua sabedoria; isso pode ser visto no fato de que ele resistiu aos brancos com ideias, não com armas ou qualquer tipo de violência.
Tem sido argumentado que Big Bear deveria ser comemorado como parte do processo de reconciliação em andamento com os povos indígenas no Canadá, pois ele merece reconhecimento público por tudo o que sacrificou e defendeu durante seu tempo como chefe.
A questão de chefes, como Big Bear, Poundmaker e One Arrow, permanecerem condenados pelo crime de traição foi levantada para exonerá-los. Foi dito que essas convicções eram falsas, pois “o governo da época estava procurando uma desculpa para silenciar os líderes das Primeiras Nações que pressionavam para que os tratados fossem honrados”.